# فرانسس بووز-لیون، کنتس استراثمور و کینگهورن
فرانسس بووز-لیون، کنتس استراثمور و کینگهورن (انگلیسی: Frances Bowes-Lyon, Countess of Strathmore and Kinghorne؛ ۲۹ ژوئیهٔ ۱۸۳۲ – ۵ فوریهٔ ۱۹۲۲) اشرافزاده اهل پادشاهی متحد بریتانیای کبیر و ایرلند بود. او مادربزرگ پدری الیزابت، شهبانوی مادر و مادر مادربزرگ الیزابت دوم بود.